# Tarucus legrasi
Tarucus legrasi е вид пеперуда от семейство Синевки (Lycaenidae). Видът не е застрашен от изчезване.

## Разпространение
Разпространен е в Буркина Фасо, Камерун, Кения, Кот д'Ивоар, Нигер, Нигерия, Сенегал, Сомалия, Уганда, Чад и Южен Судан.